# Campoplex dubitator
Campoplex dubitator là một loài tò vò trong họ Ichneumonidae.